# Exposição Universal de 1867

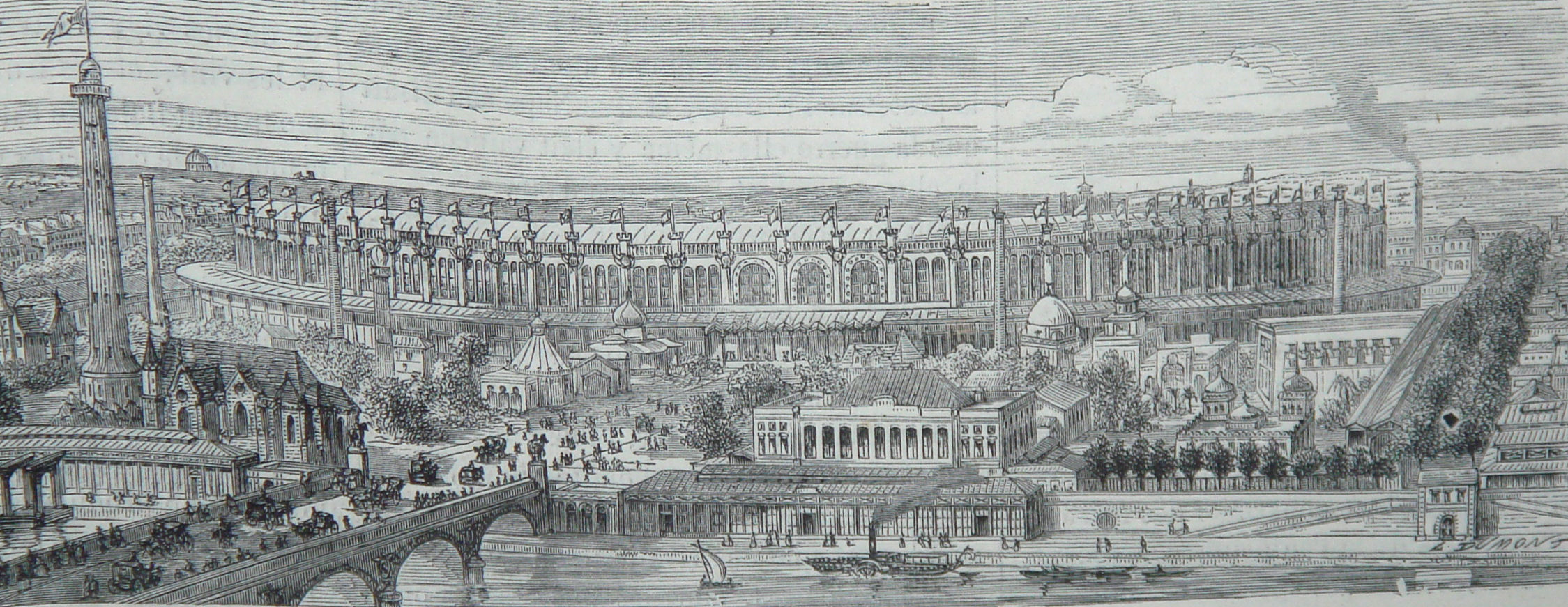
Exposição Universal de Paris (1867).

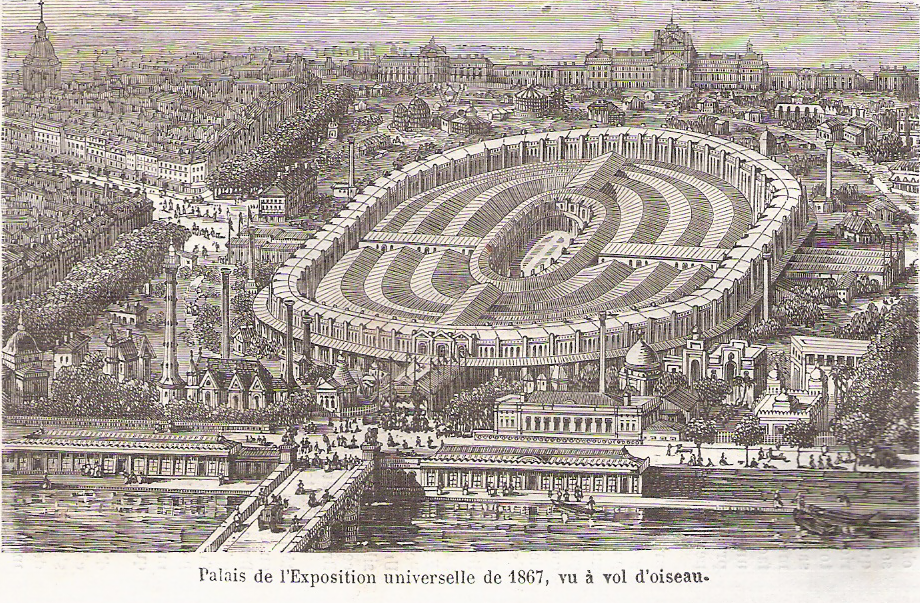
Edifício da Exposição Universal de Paris de 1867, construído pelo engenheiro Jean-Baptise Krants e o arquiteto Leopold Hardy.

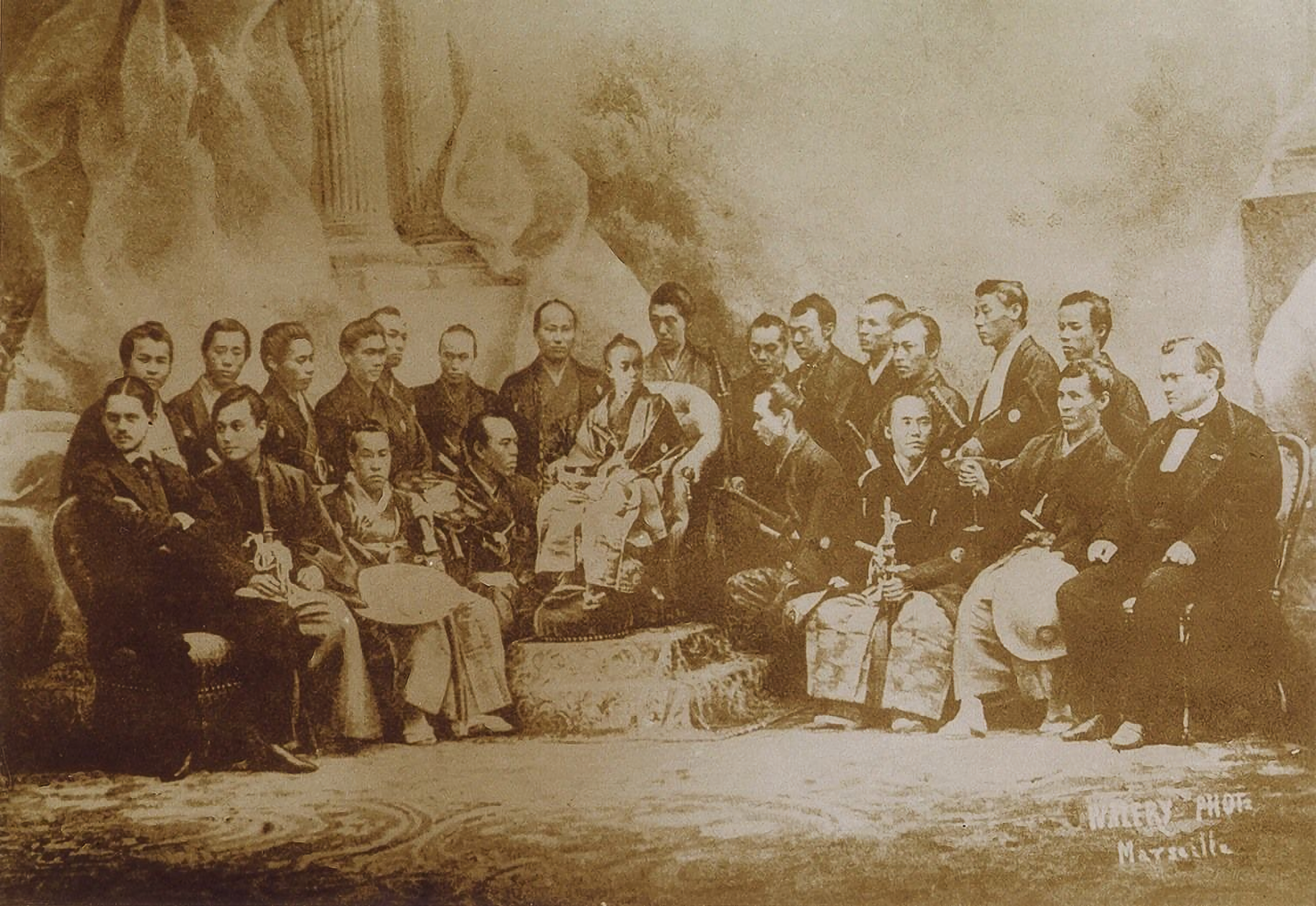
Exposição Universal de Paris (1867): delegação japonesa.

A Exposição Universal de Paris de 1867, também referida como Segunda Exposição Universal ou "Exposition Universelle d'Art et d'Industrie" (Exposição Universal de Arte e Indústria), foi uma exposição mundial que se realizou entre 1 de abril e 3 de novembro de 1867 no Campo de Marte, em Paris. Nela estiveram presentes expositores oriundos de 41 países.

## História
O imperador Napoleão III de França havia decretado a execução deste projeto para afirmar a grandeza do "Segundo Império Francês". Uma comissão foi designada para este fim, presidida pelo príncipe Jerome Napoleão Bonaparte II, que dirigiu os trabalhos preliminares.
O local escolhido pelo governo francês para erigir o edifico da exposição foi o Campo de Marte, o grande palco dos desfiles militares da cidade, que abrangia 48 hectares, e ao qual se acrescentou a ilha de Billancourt, de 21 hectares.
O tema principal foi o progresso e a paz, apesar de a feira estar, ironicamente, situada frente ao edifício da École Militaire.
A partir de 1865 o engenheiro Jean-Baptise Krantz, juntamente com o arquiteto Leopold Hardy, dirigiram a construção de um gigantesco edifício ovalado, de 490 metros de comprimento por 390 metros de largura, para albergar a exposição, cobrindo uma área total de 150 000 m². O edifício estava desenhado com doze galerias concêntricas dispostas em torno de um jardim de 166 m de comprimento por 56 de largura. A coberta foi realizada com lâminas de aço canelado e suportada por uma estrutura de 176 colunas de ferro. Além deste havia cerca de 100 edifícios menores.

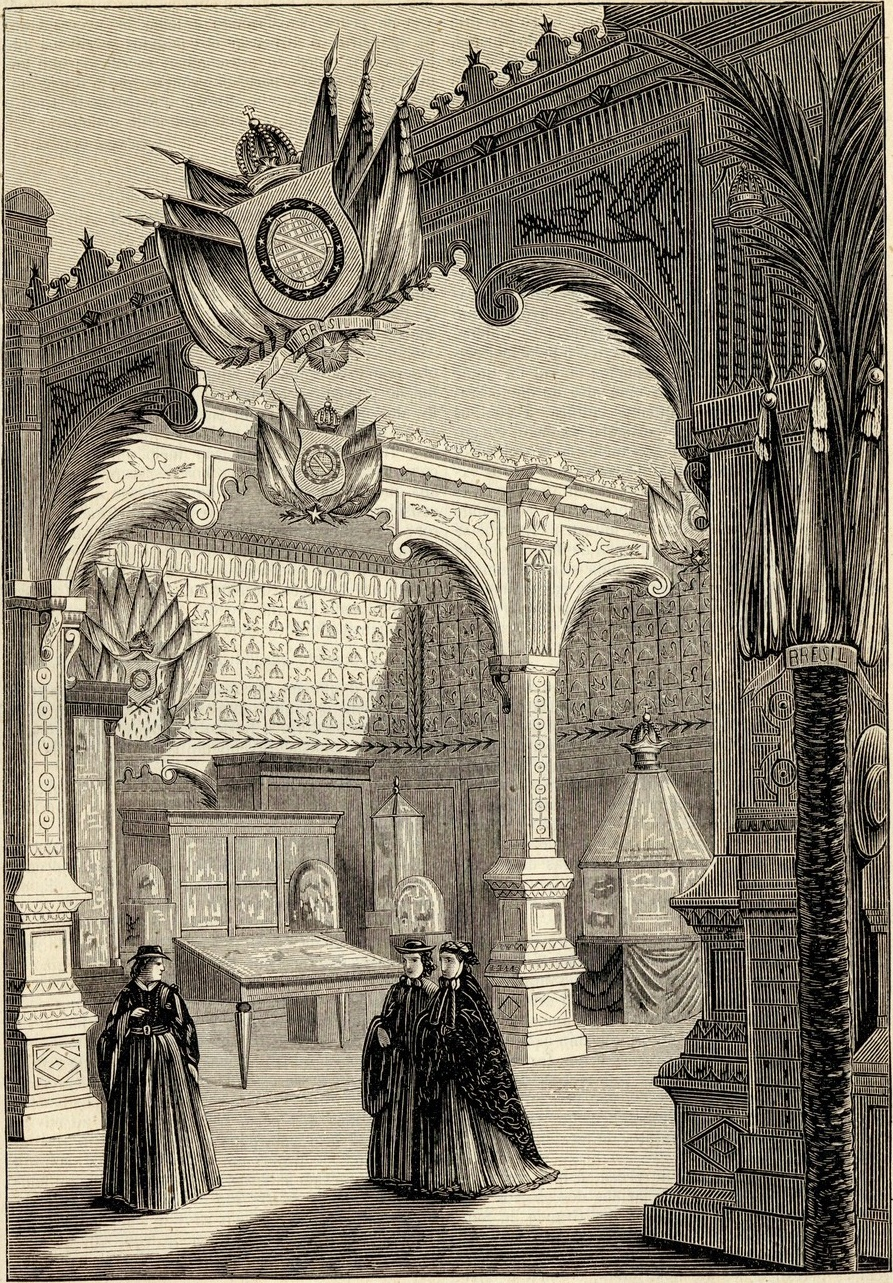
Exposição brasileira no palácio do campo de Marte.

Os fundos para a construção e a manutenção da exposição consistiram em subvenções do governo francês num montante de 1 165 020$, bem como uma quantidade similar da cidade, e por cerca de 2 000 000$ de doações públicas, o que dava um total de 5 883 400$. Os recibos ascendiam a 2 822 900$, o qual deixava um déficit que, porém, foi coberto pelas contribuições do governo e da cidade de Paris, razão pela qual o balanço final foi positivo.
Houve 50 226 expositores, dos quais 15 055 procediam da França e das suas colónias, 6176 da Grã-Bretanha e Irlanda, 703 dos Estados Unidos e um pequeno contingente do Canadá.
Durante os sete meses de duração a exposição foi visitada por 9 238 967 pessoas, incluídos expositores e empregados. Foi a mais grandiosa exposição internacional até então havida, tanto com referência à sua grandeza quanto ao propósito do projeto.
Faziam parte da paisagem da exposição réplicas da Catedral de Notre-Dame de Paris, das esbeltas cúpulas do Hôtel des Invalides e do Panteão e das agulhas de Santa Clotilde. As duas torretas da eletricidade e do globo do fotógrafo Félix Nadar constituíam uma amostra do avanço técnico.
A  21 de outubro, como homenagem à exposição, teve lugar uma reestreia do famoso balé Le Corsaire, encenado pelo mestre de Ballet Joseph Mazilier no Théâtre de l'Académie Royale de Musique.
Durante o mês de julho, o campeonato mundial de remo foi celebrado no rio Sena, resultando ganhadora a equipa canadense de Saint John, que foi chamada pelos meios de comunicação como a tripulação de Paris.